# Chlum (powiat Rokycany)
Chlum – gmina w Czechach, w powiecie Rokycany, w kraju pilzneńskim. Według danych z dnia 1 stycznia 2014 liczyła 46 mieszkańców.